# Domaine de Golden Rock
Le domaine de Golden Rock est une ancienne plantation située près de Gingerland à Saint-Christophe-et-Niévès. C'est un des bâtiments les mieux préservés de Niévès.

## Historique
Ce domaine, mentionné dans Pares West India Fortune, a été acquis par John Pinney sous hypothèque qui a construit et rénové certains bâtiments. Il fut ensuite loué à Edward Huggins dans les années 1790, qui, finalement, l'acheta, et l'agrandit considérablement dans les années 1800. En 1899, le père de Norman Maynard s'installe à Niévès et exerce les fonctions de directeur pendant plusieurs années.

## Rénovations et restaurations
Le complexe a été racheté et restauré complètement par Helen et Brice Marden qui l'ont transformé en hôtel de luxe. Les rénovations se sont surtout portés sur ces différentes bâtiments :
- Le moulin à vent, construit en 1811, a été l'un des tout premiers moulins à vent à broyer la canne à sucre. C'est aujourd'hui une suite nuptiale.
- Le bureau de l'hôtel était à l'origine le bureau de compte et du domaine. La maçonnerie en pierre et la maçonnerie sont uniques et auraient été construites par des maçons anglais qu'Edward Huggins avait emmenés à Niévès pour apprendre la maçonnerie à ses esclaves.
- La salle à manger, le bar et la zone de réception étaient auparavant un hôpital pour esclaves construit en pierre après l'abolition de l'esclavage en 1813. En 1958, le bâtiment de 100 pieds sur 25 a été restauré et agrandi, l’extension devenant ainsi la salle à manger. Elle est construite à l'est de la structure et est accessible par des escaliers monumentaux.

Les bâtiments non restaurés ont été méticuleusement nettoyés des mauvaises herbes et nettoyés pour montrer l'étendue de la cour de la plantation.

## Jardins
La rénovation du domaine s'est accompagnée de la création de jardins tropicaux luxuriants conçus par les propriétaires avec l'architecte paysagiste de Miami, Raymond Jungles.